# Frankenreith (Gemeinde Brunn an der Wild)
Frankenreith ist eine Ortschaft und eine Katastralgemeinde der Gemeinde Brunn an der Wild im Bezirk Horn in Niederösterreich.

## Geografie
Das Dorf liegt links über der Kleinen Taffa, in die der durch den Ort fließende Eisenbach mündet. Westlich führt die Gföhler Straße am Ort vorüber, von der die Landesstraße L8030 in den Ort abzweigt.

## Siedlungsentwicklung
Zum Jahreswechsel 1979/1980 befanden sich in der Katastralgemeinde Frankenreith insgesamt 22 Bauflächen mit 10.321 m² und 28 Gärten auf 17.132 m², 1989/1990 gab es 25 Bauflächen. 1999/2000 war die Zahl der Bauflächen auf 71 angewachsen und 2009/2010 bestanden 29 Gebäude auf 64 Bauflächen.

## Geschichte
Laut Adressbuch von Österreich waren im Jahr 1938 in Frankenreith ein Gastwirt und mehrere Landwirte ansässig. Bis zur Eingemeindung nach Brunn war der Ort ein Teil der damaligen Gemeinde St. Marein.

## Bodennutzung
Die Katastralgemeinde ist landwirtschaftlich geprägt. 106 Hektar wurden zum Jahreswechsel 1979/1980 landwirtschaftlich genutzt und 20 Hektar waren forstwirtschaftlich geführte Waldflächen. 1999/2000 wurde auf 103 Hektar Landwirtschaft betrieben und 22 Hektar waren als forstwirtschaftlich genutzte Flächen ausgewiesen. Ende 2018 waren 97 Hektar als landwirtschaftliche Flächen genutzt und Forstwirtschaft wurde auf 23 Hektar betrieben. Die durchschnittliche Bodenklimazahl von Frankenreith beträgt 40,8 (Stand 2010).